# SOE en Norvège
 (mars 2025).
Le Special Operations Executive (« Direction des opérations spéciales ») est un service secret britannique qui opéra pendant la Seconde Guerre mondiale dans tous les pays en guerre, y compris en Extrême-Orient. 
En mars 1941, un groupe qui réalise des raids commando en Norvège, la Norwegian Independent Company 1 (NOR.I.C.1), est organisé sous la direction du captain Martin Linge. Leur raid initial en 1941 est l'opération Archery, et le raid le mieux connu est probablement le sabotage de l'usine d'eau lourde norvégienne ainsi que l'opération Martin, porté à l'écran sous le titre Le 12e Homme. Les lignes de communications avec Londres s'améliorent progressivement, de sorte qu'en 1945, 64 opérateurs radio sont disséminés dans tout le pays.